# 166 (število)
166 (stó šestinšéstdeset) je naravno število, za katero velja 166 = 165 + 1 = 167 - 1.
Smithovo število
Sredinsko trikotno število